# نصف‌النهار ۹۲ درجه شرقی
نصف‌النهار ۹۲ درجه شرقی ۹۲مین نصف‌النهار شرقی از گرینویچ است که از لحاظ زمانی ۶ساعت و ۸دقیقه با گرینویچ اختلاف زمانی دارد.
این نصف‌النهار از قطب شمال شروع و از مناطق زیر گذشته و به قطب جنوب ختم می‌شود
- روسیه
- مغولستان
- چین
- اقیانوس هند